# Тицијано Феро
Тицијано Феро (итал. Tiziano Ferro; Латина, 21. фебруар 1980) италијански је певач, текстописац, музички продуцент и композитор. Међународну популарност стекао је 2001. песмом Perdono која је постигла велики успех на европским и светским топ листама, док је у Италији стекао статус велике звезде.
Већини својих албума поред италијанског, објавио је и на шпанском језику, а такође пева и на енглеском, португалском и француском језику.
У октобру 2010, на врхунцу популарности, Фереро је јавности признао да је хомосексуалац, и да је то тајио од јавности због страха за властиту каријеру. Међутим његово признање о приватном животу није имало никакав негативан утицај на његову даљу каријеру. Шта више, његов пети по реду солистички албум  остварио је платинасти тираж у Италији током 2012. године, а исте године одржао је и велики солистички концерт на потпуно распродатом Олимпијском стадиону у Риму.

## Биографија
Још као дечак Феро је учио свирање на гитари и на клавиру у локалној музичкој школи у Латини. Са 16 година постао је члан локалног госпел хора, а ускоро је почео и да наступа у локалним баровима свирајући на клавиру и учествујући на разним караоке такмичењима.
Године 1997. Феро је учествовао у селекционом такмичењу Accademia della Canzone di Sanremo, предтакмичењу за чувени фестивал у Санрему, али је елиминисан већ у првој фази такмичења. Покушавао је поново наредних година, и упркос чињеници да је изборио пласман на завршну вече фестивала у категорији младих нада, никада није успео да оствари победу на овом престижном фестивалу.
Током 1999. наступао је као пратећи вокал током италијанске турнеје хип-хоп бенда Sottotono.

### Преокрет у каријери
Године 2001. Феро је потписао уговор са издавачком кућом EMI Music и већ 22. јуна исте године објавио је свој први сингл Perdono (радни назив Xdono). Песма је у почетку наишла на веома слаб пријем код публике, али је након пласмана на италијанску топ листу синглова у септембру 2001. постигла огроман успех и за кратко време остварила пластинасти тираж са преко 100.000 продатих копија. Исте године (26. октобра) Феро је објавио и свој дебитантски албум Rosso Relativo. На албуму се налазио и дебитантски хит сингл Пердоно.
Након великог успеха на италијанском тржишту, албум је током 2002. објављен и у неколико европских држава. За подручје Шпаније и Латинске Америке објављена је шпанска верзија албума под насловом Rojo relativo, који је продат у преко милион примерака широм света, а Феру је донео номинацију за Греми награду у категорији најбољих латино дебитаната 2003. године.

### Други студијски албум111
У новембру 2003. Феро је објавио свој други студијски албум под називом 111 Centoundici на италијанском и шпанском језику. Албум је остварио рекордни успех са преко милион продатих примерака широм света, забележивши и четвороструки платинасти тираж у Италији. Исте године Феро је проглашен за најбољег италијанског извођача у 2004. на церемонији доделе MTV Europe Music Awards 2004. у Риму.
У јулу 2004. објавио је први сингл на енглеском језику Universal Prayer, дует са британском ар-ен-би певачицом Џамелијом у склопу промоције Летњих олимпијских игара 2004. у Атини.
У то време Феро је живео у Мексику, прво у Куернаваки, а потом и у Пуебли где је студирао шпански језик. Након што је дипломирао у августу 2005. преселио се у Манчестер у Енглеској.

### Трећи студијски албум
Трећи студијски албум (у билингуалном формату на италијанском и шпанском језику) под називом Nessuno è solo објавио је у јуну 2006. године. Албуму је претходио хит сингл Stop! Dimentica који је остварио пласман на прва места топ листа у Италији и Аустрији. Албум који су музички критичари описали као интиму и меланхоличну причу остварио је дијамантски статус на домаћем тржишту. Песма Ti scatterò una foto уврштена је у саундтрек филма Ho voglia di te редитеља Луиса Пријета.
Због неких ранијих изјава у којима је мексичке жене окарактерисао као непривлачне и мушкобањасте (ове изјаве је сам Феро касније протумачио као лош смисао за хумор), албум је наишао на доста слабе реакције код мексичке публике.

### /
Током јуна 2008. Феро је заједно са Робертом Касалином компоновао песму Non ti scordar mai di me за другопласирану из првог серијала италијанског X Factorа Џузи Ферери. Песма је наишла на одличан пријем код публике у Италији, остваривши пласман на првом месту италијанске топ листе синглова 12 недеља за редом. Феро је такође радио и на дебитантском албуму Фереријеве где је написао укупно 6 песама укључујући и њихову дуетску песму L'amore e basta!.
Свој четврти студијски албум Феро је објавио 7. новембра 2008. под насловом  / , а албуму је претходио истоимени хит сингл. Албум је одмах по објављивању дебитовао на првом месту италијанске топ листе албума и већ до краја те године постао најпродаванији албум те године. И овај албум је остварио двоструки дијамантски тираж.
Током новембра 2009. објављено је и прво ди-ви-ди издање уживо са наступа у Риму Alla mia età – Live in Rome са снимцима са стадиона Олимпико 24. и 25. јуна 2009. године.
Италијанска верзија песме Each Tear Мери Џеј Блајџ коју је Феро отпевао остварила је пласман у врхове италијанских топ листа.
Током октобра 2011. Феро је објавио сингл La differenza tra me e te, који је претходио петом студијском албуму L'amore è una cosa semplice објављеном 28. новембра 2011. И овај албум је наишао на одличан пријем код публике и пет узастопних недеља по објављивању је био у самом врху италијанске топ листе албума. Остварио је шестоструки платинасти тираж и добио титулу најпродаванијег албума у 2012. у Италији.
Током пролећа и лета 2012. Феро је одржао велику италијанску концертну турнеју, која је продужена наступима у Швајцарској и Белгији. Током турнеје одржао је и нови концерт на Олимпику у Риму пред преко 50.000 посетилаца.

## Приватни живот
Феро је у интервјуу за италијанско издање магазина Vanity Fair од 5. октобра 2010. потврдио своје хомосексуално опредељење, правдавши дотадашње одбијање речима да се плашио за своју каријеру и репутацију. Феро је изјавио да више није у стању да води двоструки живот и да се крије од самог себе.

## Дискографија
Албуми
- (2001)
- (2003)
- (2006)
- (2008)
- (2011)